# Roger-Bernard II de Foix
Pour les articles homonymes, voir Roger-Bernard de Foix.
 (juillet 2024).
Si vous disposez d'ouvrages ou d'articles de référence ou si vous connaissez des sites web de qualité traitant du thème abordé ici, merci de compléter l'article en donnant les références utiles à sa vérifiabilité et en les liant à la section « Notes et références ».
Roger-Bernard II, dit le Grand (1195 - † 26 mai 1241) est un comte de Foix de 1223 à 1241. Il est le fils de Raymond-Roger, comte de Foix, et de Philippa de Montcada.

## Biographie
Roger-Bernard se fait connaître en 1217 lorsqu’il défend pendant six semaines le château du Montgranier (Montgailhard) contre les assauts de Simon IV de Montfort. L’année suivante, il se distingue pendant le siège de Toulouse, où meurt Simon de Montfort. En 1220, il aide son père à reprendre Lavaur et Puylaurens et joue un rôle important auprès de son père pour la reconquête de ses domaines perdus. Mirepoix ne sera cependant repris que plus tard.
À l’époque de son avènement, il aide le nouveau comte de Toulouse Raymond VII à assiéger Carcassonne. Le 14 septembre 1224, les croisés cèdent devant les Albigeois et la guerre prend fin, chaque seigneur occitan faisant la paix avec l’église. En 1226, le nouveau roi de France Louis VIII le Lion reprend les hostilités pour faire valoir les droits de la Couronne sur le Languedoc. Roger-Bernard tente de maintenir la paix, mais le roi rejette son ambassade, et les comtes de Toulouse et de Foix reprennent les armes. Roger Bernard et un petit contingent de ses vassaux constituent une poche de résistance à Limoux de juin 1226 à juin 1227, mais cette guerre ne fut qu’une série d’escarmouches ponctuelles. En 1229, Raymond VII signe le traité de Meaux avec Louis IX, le successeur de Louis le Lion. Excommunié depuis mars ou avril 1227, et son seul allié ayant signé la paix, Roger Bernard n’a d’autre choix que de négocier la paix. Le traité lui garantit ses possessions, mais il doit renoncer à Mirepoix.

## Mariages et enfants
En 1203, il épouse une Cathare, Ermessinde, vicomtesse de Castelbon et dame d’Andorre, et il s’attacha à s’étendre vers le sud, lorsque ses relations avec les souverains français le lui permettaient. Il fortifie les villes sur la route d’Andorre et d’Urgel. Il entre en conflit en 1223 avec l’évêque d’Urgel sur la vallée de Caboet. Il s’opposa à la venue de l’Inquisition dans ses états et s’opposa à l’évêque en avril 1239. Il ne participa pas à la révolte de Raimond II Trencavel en 1240.
Avec Ermesinde de Castelbon, sa première épouse, naissent :
- Roger IV († 1265), comte de Foix ;
- Esclarmonde, mariée en 1256 à Raymond Folch de Cardona.

Ermesinde de Castelbon meurt en 1229 et Roger Bernard se remarie en 1232 avec Ermengarde, fille d’Aymeri III, vicomte de Narbonne et de Marguerite de Marly, et en a :
- Cécile († 1271), mariée à Alvaro de Cabrera, comte d’Urgel et mère d'Armengol X d'Urgell.

Il meurt en 1241.